# جرج بی. وارگاس
جرج بی. وارگاس (انگلیسی: Jorge B. Vargas; ۲۴ اوت ۱۸۹۰ – ۲۲ فوریهٔ ۱۹۸۰) سیاست‌مدار، وکیل اهل فیلیپین بود.